# 艾癮
艾癮（英語：Frenkie Lee，1980年5月6日—），本名李昭樺，籍貫山東嶧縣，生於台北，現居香港，台灣作家。
曾做過美術設計、演藝經紀總監、造型師。2002年起開始創作小說、詩、散文，2004年開始寫電影專欄，2008年起專職寫作。

## 小說
- 《輕佻的優雅》短篇小說集 （2010年白象文化出版）
- 《漩渦．Being boring》（2003年法蘭克福工作室出版）

## 潮流
- 《雄獅旅行社YEAH CLUB夜生活》主題專欄作者
- 《潮人玩香港》2009年出版（La Vie編輯群合著）

## 電影專欄
- 艾癮看《色，戒》———情色之必要（Headlines雜誌2008年5月號）
- 艾癮看《13．TZAMETI》——— 急遽體驗生命的脆弱與磨難（Headlines雜誌2007年5月號）
- 艾癮看Breakfast on Pluto．冥王星早餐》——— 關於英倫分裂與宗教主義穿刺的甜澀悲喜劇（Headlines雜誌2007年4月號）
- 艾癮之2006年度十大精選電影（Headlines雜誌2007年2月號）
- 艾癮看《Leonard Cohen：I'm Your Man．我是你的男人－－偉大盛世出竅之美的詩歌讚揚》（Headlines雜誌2006年11月號）
- 《【艾癮解讀經典影像創作】自由、平等、博愛之－－奇士勞斯基經典．藍白紅系列三色電影》 （Headlines雜誌2006年8月號）
- 艾癮看《Tape．甜蜜的強暴我》 （Headlines雜誌2006年6月號）
- 艾癮看《Everlasting Regret．長恨歌》（Headlines雜誌2006年3月號）
- 艾癮看《EROS．愛神》（Headlines雜誌2006年1月號）
- 艾癮看《Nobody knows．誰知赤子心》（Headlines雜誌2005年12月號）
- 艾癮看《Ethan Mao．志同盜合》（Headlines雜誌2005年10月號）
- 艾癮看《Sin city．罪惡城》（Headlines雜誌2005年10月號）
- 艾癮看《Unfaithful．出軌》（Headlines雜誌2005年9月號）
- 艾癮看《The Dreamers．戲夢巴黎》（Headlines雜誌2005年8月號）
- 艾癮看《Colour Blossoms．桃色》（Headlines雜誌2005年5月號）
- 《香港電影圈盛事－第二十四屆金像獎．台上台下有點悶》（Headlines雜誌2005年4月號）
- 《第七十七屆OSCAR不負責小評》（Headlines雜誌2005年3月號）
- 艾癮看《The wall．Pink Floyd音樂電影『牆』》 （Headlines雜誌2005年2月號）
- 艾癮看《Human Stain．人性污點》（Headlines雜誌2004年12月號）
- 艾癮看《Studio54．54激情俱樂部》（Headlines雜誌2004年10月號）
- 艾癮看《28 days later．28天毀滅倒數》（Headlines雜誌2004年9月號）
- 艾癮看《Goodbye Lenin!．再見列寧》（Headlines雜誌2004年8月號）
- 艾癮看《Young Adam．亡情水》（Headlines雜誌2004年7月號）
- 艾癮看《21grams．21克》（Headlines雜誌2004年6月號）

## 音樂專欄、採訪
- 《Stop The Clocks》時光停擺，憶首Oasis十餘年風光的精彩（Headlines雜誌2006年11月號）
- 《港台樂迷終於等到新派英搖團—Coldplay》（Headlines雜誌2006年8月號）
- 《Coldplay的扭曲邏輯聽視覺—【Twisted Logic Tour】香港演唱會》（Headlines雜誌2006年8月號）

## 攝影
- 2010年法國五月節Live Concert（Headlines雜誌2010年）
- 2010年patrick watson演唱會（Headlines雜誌2010年）
- 2006年曼谷100搖滾音樂祭（Headlines雜誌2006年3月號）
- 2006年曼谷100搖滾音樂祭（聯合報E8版2006年3月12日）
- 2006年Coldplay香港記者會&演唱會（Headlines雜誌2006年8月號）
- 映象唱片公司（Headlines雜誌2005年5月號）
- Gorillaz訪港（Headlines雜誌2005年010月號）

## 實驗電影
- 2006年實驗電影作品：《Cigarette．煙》

## 小品
- 讀者文摘月刊2005年11月號【各行各業】專欄

## 外部連結
- 艾癮官方網站
- 艾癮官方FACEBOOK
- 艾癮微博